# تیاگو فراندز
 تیاگو فراندز (انگلیسی: Tiago Fernandes؛ زاده ۲۹ ژانویهٔ ۱۹۹۳) یک تنیس‌باز اهل برزیل است.